# Batman Forever (jogo eletrônico)
Batman Forever é um jogo de videogame de ação-aventura, desenvolvido entre 1995 e 1996 pela Probe Entertainment e Acclaim, para várias plataformas. É inspirado no enredo do filme homônimo.

## Jogabilidade
O jogador pode escolher tanto Batman quanto Robin, sendo que há possibilidade ou de ambos trabalharem juntos ou de ser permitido um atacar ao outro. O motor do jogo é o mesmo utilizado nos jogos da série Mortal Kombat. Além do modo normal de briga de rua, há também um modo de jogo de luta chamado Training Mode (Modo de Treinamento), com o qual o jogador pode escolher os inimigos do jogo, além da Dupla Dinâmica.